# ماریا فریدمن
ماریا فریدمن (انگلیسی: Maria Friedman؛ زادهٔ ۱۹ مارس ۱۹۶۰) بازیگر، کارگردان اهل بریتانیا است. وی از سال ۱۹۸۰ میلادی تاکنون مشغول فعالیت بوده‌است.